# СУ „Йосип Броз Тито“ (Скопие)
Средно училище на град Скопие гимназия „Йосип Броз Тито“ (на македонска литературна норма: Средно училиште на град Скопје гимназија „Јосип Броз Тито“) е училище в град Скопие, разположено в Община Център.

## Възпитаници
- Александър Митевски – македонски певец
- Весна Петрушевска
- Владимир Милчин
- Владо Бучковски – македонски политик, 8-и Министър-председател на Р. Македония
- Дарко Димитров – македонски текстописец, композитор и музикален продуцент
- Деян Дуковски – македонски драматург
- Игор Джамбазов – македонски актьор, шоумен, ТВ водещ, музикант